# Фактори ризику для цивілізації, людей і планети Земля
Фактори ризику для цивілізації, людей і планети Земля — екзистенціальні небезпеки, які можуть загрожувати людству, мати негативні наслідки для ходу людської цивілізації і навіть привести до кінця планети Земля. Поняття виражається різними термінами й поняттями, такими як «кінець світу», «судний день», «Рагнарок», «Армагеддон», «апокаліпсис» тощо.
На думку Стівена Хокінга основними загрозами для людської цивілізації є людська дурість та зумовлене нею забруднення навколишнього середовища.

## Види ризику
Різні фактори ризику існують для всього людства, але не всі вони рівні. Їх можна умовно розділити на шість типів, виходячи з обсягу (особисті, регіональні, глобальні) і інтенсивності. Фактори, що будуть описані у цій статті, глобального характеру та випадкові по інтенсивності. Ці види факторів ризику є тими, де несприятливий результат або знищить розумне життя на Землі, або різко скоротить його потенціал.

## Сценарії майбутнього
Було запропоновано багато сценаріїв. Деякі, які майже напевно покінчать з життям на Землі, безсумнівно, відбудуться, але через дуже довгий термін. Інші, ймовірно, відбудуться у більш короткі терміни, але, ймовірно, не повністю знищать цивілізацію[джерело?]. Треті взагалі вкрай малоймовірні і можуть бути навіть неможливі[джерело?][значущість факту?]. Наприклад, Нік Бострем писав[джерело?]: «Деякі передбачені небезпеки (звідси, що не є членами категорії), які були виключені зі списку на тій підставі, що вони здаються занадто неймовірними чи можуть викликати глобальну катастрофу: спалахи наднових, чорні діри чи вибухи-злиття, гамма-спалахи, спалах галактичного центру, накопичення забруднення повітря, поступова втрата людської плодючості, а також різні релігійні сценарії кінця світу».

### Віддалене майбутнє
Є цілий ряд космологічних теорій щодо кінцевої долі Всесвіту, які відзначаються невизначеним продовження життя. Більшість включають періоди часу далекого майбутнього значно більше, ніж термін у 13.7 млрд років.
Теорія зоряної еволюції пророкує, що наше Сонце вичерпає свої водневе ядро і стане червоним гігантом приблизно через 5 млрд років, стане у тисячі разів більше та світліше, втративши приблизно 30 % від власної маси.

### Зіткнення з космічним тілом

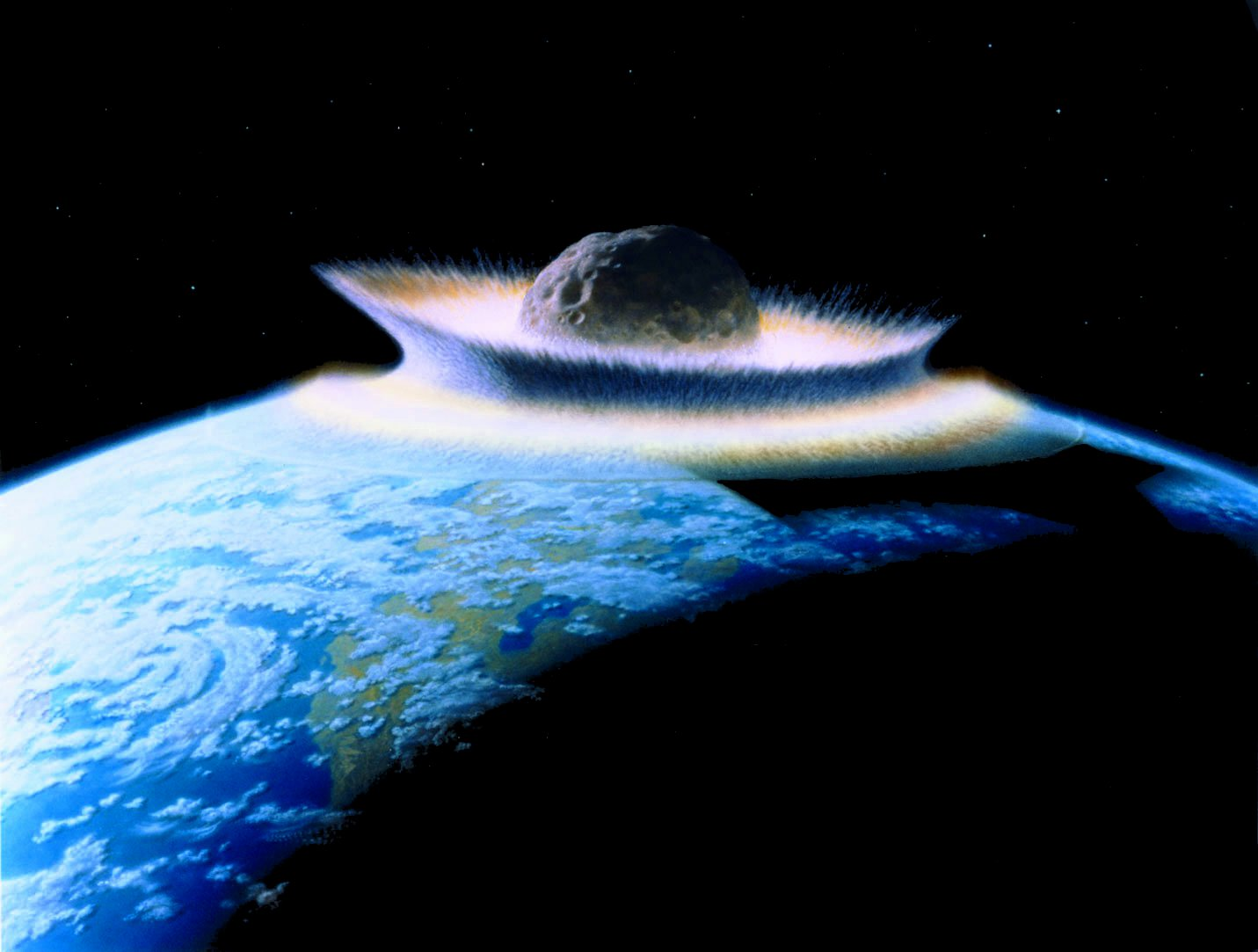

Земля зіткнулася з кількома великими астероїдами в останню геологічну історію. Крейдово-третинний астероїд, наприклад, припускають, викликав вимирання динозаврів 65 мільйонів років тому. Якщо такий об'єкт вразить Землю, це може мати серйозний вплив на цивілізацію. Можливо, навіть, що людство буде повністю знищено. Для того щоб це відбулося, довжина астероїда повинна бути не менше 1 км у діаметрі, але, ймовірно, між 3 і 10 км.[джерело?] Астероїди з 1 км діаметром впливали на Землю в середньому раз в 500 000 років[джерело?]. Великі астероїди зустрічаються рідше. Астероїди час від часу зближуються із Землею, що спостерігається регулярно.
1400 тисяч років потому зірка Ґлізе 710, як очікується, може привести до збільшення числа метеорних тіл в околицях Землі у 1.1 світлових роках від Сонця. Деякі моделі передбачають, що це викличе велику кількість комет з хмари Оорта в зіткнення із Землею[джерело?], тоді як інші моделі пророкують лише 5 % збільшення швидкості удару[джерело?].

### Інші космічні загрози
Був запропонований ряд інших сценаріїв. Масивні об'єкти, наприклад, зірки, планети або велика чорна діра, можуть бути катастрофічними, якщо зіткнення відбудеться в Сонячній системі. (Гравітація від блукаючих об'єктів може призвести до збоїв орбіти і/або кинути тіла в інші об'єкти, в результаті чого станеться вплив метеорита або зміна клімату. Крім того, тепло від блукаючих об'єктів може призвести до зникнення атмосфери Землі, а зникнення припливних сил може призвести до ерозії вздовж наших берегів). Ще одна загроза може виходити від гамма-сплесків. Обидва дуже малоймовірні.
Разом з тим, інші бачать позаземне життя як можливу загрозу для людства. Хоча чуже життя ніколи не було знайдене, учені, такі як Карл Саган припускають, що існування неземного життя є дуже ймовірним. У 1969 році «Витяг з закону Extra-Terrestrial» був доданий до Кодексу федеральних правил (Розділ 14, розділ 1211) у відповідь на можливість біологічного забруднення в результаті американської космічної програми Apollo. Він був знятий в 1991 році. Вчені вважають такий сценарій технічно можливим, але малоймовірним.
У квітні 2008 року було оголошено, що два моделювання довгострокових планетарних рухів по одній на Паризькій обсерваторії та інші в Каліфорнійському університеті, Санта-Крус вказують 1 % ймовірність того, що орбіта Меркурія може бути нестійкою внаслідок гравітаційного впливу Юпітера, протягом тривалості життя Сонця. Якби це сталося, моделювання свідчать, що зіткнення із Землею може бути одним з чотирьох можливих результатів (інші — Меркурій зіштовхуються з Сонцем, стикається з Венерою або викидається з Сонячної системи в цілому). Якщо Меркурій зіткнеться із Землею, усі життя форми на Землі буде знищено і вплив може витіснити досить матерії на орбіту у формі іншого місяця. Зверніть увагу, що астероїд лише 15 км в ширину, як кажуть, знищив динозаврів; Меркурій близько 5000 км у діаметрі.

## Гіпотетичний вихід
Як один з розв'язків футурологи розглядають евакуацію людства на придатну для життя землеподібну екзопланету.

## Фактори ризику для цивілізації, людей і планети Земля в інтерпретації Стівена Хокінга
Стівен Хокінг вважає, що забруднення навколишнього середовища та нераціональність рішень людини — найбільші загрози для усього людства. Зокрема, реальними загрозами фізик вважає можливість війни зі штучним інтелектом (цілі машин можуть відрізнятись від наших). Забруднення і перенаселеність Землі — загрози що прогресують. Якщо темпи збільшення населення Землі збережуться, то до 2100 року на землі мешкатиме 11 мільярдів людей. Забрудненість повітря зросла на 8 % за останні 5 років. Понад 80 % населення урбаністичних регіонів живе за умов небезпечного рівня забруднення атмосфери.
Ще одна загроза, яка на нас може чекати — зустріч з розвиненими інопланетянами. У своїй півгодинній програмі «Улюблені місця Стівена Гокінга» на телеканалі CuriosityStream вчений заявив, що зустріч з більш розвиненими цивілізаціями для жителів Землі може бути подібною до «зустрічі корінних жителів Америки з Колумбом». На думку фізика, жителі інших планет можуть використати Землю як джерело ресурсів, якщо вони виявляться більш розвиненими, аніж ми.